# Diademopsis
Diademopsis is een geslacht van uitgestorven zee-egels uit de familie Pedinidae.

## Soort
- Diademopsis behtensis Lambert, 1931 †